# 上溝駅 (秋田県)
上溝駅（うわみぞえき）は、秋田県平鹿郡大森町上溝（開業時は旧・平鹿郡八沢木村上溝、現・横手市大森町上溝）にあった羽後交通横荘線（旧・横荘鉄道）の駅（廃駅）である。横荘線廃線前の1964年（昭和39年）以前に廃駅となった。

## 歴史
乗客の誘致に力を入れていた時期に新設開業したとされる。廃止の経緯は不詳である。
- 1931年（昭和6年）8月21日：横荘鉄道羽後大森駅 - 八沢木駅間に新設開業[2][3][4][5]。旅客のみ取扱い[5]。
- 1944年（昭和19年）6月1日：鉄道会社名を羽後鉄道に改称。路線名を横荘線に制定。それに伴い羽後鉄道横荘線の駅となる[2][3][6]。
- 1947年（昭和22年）7月23日：豪雨による路盤及び橋脚損壊により横荘線全区間運休、当駅も営業休止となる[4][7]。
- 1948年（昭和23年）11月8日：運休区間（舘合駅 - 老方駅間）が復旧、当駅も営業再開となる[4][7]。
- 1952年（昭和27年）2月15日：鉄道会社名を羽後交通に改称。それに伴い羽後交通横荘線の駅となる[2][3][4][6]。
- 1964年（昭和39年）以前：廃止[注釈 1]。

## 駅構造
廃止時点で、単式ホーム1面1線を有する地上駅であった。ホームは線路の北側（老方方面に向かって右手側）に存在した。転轍機を持たない棒線駅となっていた。
無人駅となっており、駅舎は無いがホーム中央部分に待合所を有した。

## 駅周辺
周囲は水田であった。
- 秋田県道29号横手大森大内線 - 現在の状況。

## 隣の駅
羽後交通
横荘線
羽後大森駅 - 上溝駅 - 八沢木駅